# Adriana Verbruggen
Adriana Verbruggen (getauft 29. März 1707 in Den Haag; gestorben Oktober 1791 in Amsterdam) war eine niederländische Blumen- und Früchtemalerin.

## Leben
Adriana Verbruggen wurde am 29. März 1707 in Den Haag getauft. Sie war die Tochter des Ratsherren am Brabanter Hof Jan Willem Verbruggen (1670–1739) und Adriana d'Oude. Sie stammte aus einer angesehenen Patrizierfamilie. Ihr Großvater väterlicherseits, Willem Verbruggen, war Bürgermeister von Vlissingen und seeländischer Kommissar in der Algemene Rekenkamer. Ihr Vater war Ratsherr am Brabanter Hof, ihr Onkel Rutger Verbruggen war Richter am Obersten Gerichtshof und seine Frau, Anna Marguerite des Marets, war mit Daniel des Marets, dem Intendanten des englischen Königs, verwandt.
Der Biograf und Blumenmaler Jacob Campo Weyerman hielt fest, dass Adriana Verbruggen Schülerin von Johannes Vollevens war. Christiaan Kramm, der später seine Malerbiografien auf Weyerman basierte, erwähnt jedoch Johannes Verkolje als ihren Lehrer. Es mag dabei ein Schreibfehler vorgelegen haben. Vollevens war ein erfolgreicher Porträtmaler, der viele „namhafte Persönlichkeiten“ zu seinen Kunden zählte, nicht nur am Hof, sondern auch „Regenten der Städte, Ratsmitglieder des niederländischen Gerichtshofs und des Obersten Gerichtshofs sowie Minister von Den Haag zusammen mit ihren geehrten Familien.“ Es ist durchaus möglich, dass die Familie Verbruggen über diese Kanäle mit Vollevens in Kontakt kam. Zunächst nahm sie Zeichenunterricht, um zu lernen, wie sie gute Muster für ihre Stickereien anfertigen konnte. Da sie viel Talent besaß, wagte sie sich auch an das Kopieren von Gemälden und kopierte zwei Historiengemälde von Mattheus Terwesten, bevor sie Blumenarrangements auf der Grundlage der Arbeiten zweier anderer erfolgreicher Zeitgenossen, Coenraet Roepel und Rachel Ruysch, kreierte. Die beiden kopierten Blumenstücke nach Roepel wurden von der Kunstwelt laut Weyerman „wegen der sauberen Nachahmung der künstlerischen Szenen sowie wegen ihrer künstlerischen Behandlung, Urteilskraft und Sorgfalt“ sehr geschätzt. Er vertrat zudem die Meinung, dass Verbruggen das Beispiel von Ruysch übertreffen würde. Adriana Verbruggen beschränkte sich nicht auf das Kopieren von Gemälden, wie ihr Obststillleben aus dem Jahr 1739 zeigt. 1740 wurde ein Stück Obst von ihr in Den Haag für 37 Gulden versteigert und 1809 gelangte durch einen Erben des Haager Kunstsammlers Adriaan Leonard van Heteren ein Stück mit einem Obstkorb in königlichen Besitz. Das besagte Früchtestillleben wurde am 4. August 1828 versteigert und gelangte somit nicht in den Besitz des Rijksmuseums, sondern in Privatbesitz.
Sie zog nach Amsterdam, wo sie Ende Oktober 1791 im Alter von 84 Jahren starb. Bestattet wurde sie am 1. November in der Grote Kerk in Den Haag.